# 清水留三郎

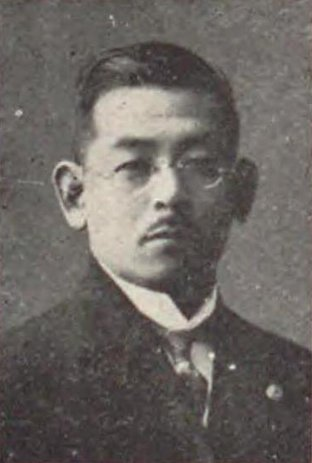
清水留三郎

清水 留三郎（しみず とめさぶろう、1883年（明治16年）4月28日 - 1963年（昭和38年）4月18日）は、日本の衆議院議員（憲政会→立憲民政党）、外務政務次官。

## 経歴
群馬県前橋市出身。群馬県立前橋中学校を経て、1902年（明治35年）に早稲田大学法科を卒業した。その後渡米し、ワシントン大学とミネソタ大学で学び、法学修士の称号を得た。帰国後は関東産業新聞社長、上野新聞社専務、上毛機械合資会社代表社員、合資会社桜組支配人などを務めた。
1920年（大正9年）、第14回衆議院議員総選挙に出馬し、当選した。第21回に至るまで7回当選を果たし、その間に平沼内閣で外務政務次官を務めた。
戦後、大政翼賛会の推薦議員のため公職追放となる。追放解除後は政界に復帰することはなかった。
その他、東京輸出時計附属品工業組合顧問、生盛薬剤株式会社監査役、南方科学研究会会長などを務めた。

## 著書
- 『Modern Japan』（海野数馬と共著、1933年、モダンジャパン刊行会）
- 『保健国策と医薬制度』（1938年、婦人往来社）
- 『緊迫せる国際事情』（1940年、清談会事務所）